# Irish Football Association
Die Irish Football Association (IFA) ist der Fußballverband Nordirlands. Gegründet 1880 als Verband für ganz Irland, als dieses noch zum Vereinigten Königreich gehörte, war er bis zur Teilung der Insel für den Fußball auf der gesamten Insel zuständig. Die IFA sollte nicht verwechselt werden mit der Football Association of Ireland (FAI), die 1921 im Südteil Irlands gegründet wurde und zuständig für den Fußball im Irischen Freistaat war und heute der Verband der Republik Irland ist.

## Geschichte
Fußballvereine aus Belfast gründeten in einer Versammlung beim Cliftonville FC am 18. November 1880 die Irish Football Association, um ihren Sport im gesamten Irland zu organisieren. Die IFA folgte direkt den drei anderen Verbänden des Vereinigten Königreichs – England, Schottland und Wales – und ist damit der viertälteste Fußballverband der Welt. Erste Amtshandlung der Gründer war es, einen Pokalwettbewerb nach Vorbild des FA- und des Scottish Cup, den Irish Cup, ins Leben zu rufen. Zwei Jahre später spielte erstmals eine irische Nationalmannschaft in einem Länderspiel.
Kurz nach der Teilung Irlands wurde im Südteil die Football Association of Ireland gegründet, die 1923 als Football Association of the Irish Free State vom Weltfußballverband FIFA anerkannt wurde. Beide Verbände, FAI und IFA, hatten den Anspruch, die gesamte Insel zu repräsentieren, und beide traten mit Nationalmannschaften unter dem Namen Ireland, also Irland, an. Beide Verbände beriefen Spieler aus Nordirland und aus dem Freistaat in ihre Nationalauswahlen. Von 1928 bis 1946 gehörte die IFA nicht der FIFA an. Die Nationalmannschaften beider Verbände spielten bis 1950 auch nie in denselben Wettbewerben.
Der Weltfußballverband FIFA bestimmte 1954, dass das Team der IFA künftig als Northern Ireland, als Nordirland also, bezeichnet wurde und die Mannschaft aus der Republik als Republic of Ireland antrat. Beide Verbände durften nur noch Spieler benennen, die innerhalb der eigenen Grenzen geboren wurden. Die IFA gab danach ihren Anspruch auf, ganz Irland zu repräsentieren, ist aber weiterhin derselbe Verband, der bis 1921 für die gesamte Insel zuständig war. Ergebnisse der irischen Nationalmannschaft sowie Liga- und Pokalstatistiken vor der Trennung werden daher der IFA und damit Nordirland zugerechnet.
Gemeinsam mit den drei anderen als Home Nations bezeichneten Verbänden aus England, Schottland und Wales ist die IFA ständiges Mitglied des International Football Association Board, das für die FIFA-Fußballregeln verantwortlich ist.
Die IFA ist auch heute noch zuständig für die nordirische Fußballnationalmannschaft. Die ihr angeschlossene Northern Ireland Women's Football Association (NIWFA) organisiert den Frauenfußball in Nordirland.

## UEFA-Fünfjahreswertung
Platzierung in der UEFA-Fünfjahreswertung:
(in Klammern die Vorjahresplatzierung). Die Kürzel CL, EL und CO hinter den Länderkoeffizienten geben die Anzahl der Vertreter in der Saison 2025/26 der Champions League, der Europa League sowie der Conference League an.
- 40.  (34)  Liechtenstein (Pokal) – Koeffizient: 10.000 – CL: 0, EL: 0, CO: 1
- 41.  (48)  Island (Liga, Pokal) – Koeffizient: 9.583 – CL: 1, EL: 0, CO: 3
- 42.  (44)  Nordirland (Liga, Pokal) – Koeffizient: 9.208 – CL: 1, EL: 0, CO: 3
- 43.  (42)  Luxemburg (Liga, Pokal) – Koeffizient: 9.000 – CL: 1, EL: 0, CO: 3
- 44.  (38)  Litauen (Liga, Pokal) – Koeffizient: 8.500 – CL: 1, EL: 0, CO: 3

Stand: Ende der Europapokalsaison 2023/24